# Harpalomorphus
Harpalomorphus is een geslacht van kevers uit de familie van de loopkevers (Carabidae). De wetenschappelijke naam van het geslacht is voor het eerst geldig gepubliceerd in 1896 door Peringuey.

## Soorten
Het geslacht Harpalomorphus omvat de volgende soorten:
- Harpalomorphus aeneipennis Peringuey, 1896
- Harpalomorphus capicola Peringuey, 1896
- Harpalomorphus minor Facchini, 2011
- Harpalomorphus modestus Peringuey, 1896
- Harpalomorphus pseudocapicola Facchini, 2011
- Harpalomorphus rufipennis Peringuey, 1896
- Harpalomorphus sinuaticollis Facchini, 2011